# Gregor Pauli
Gregor Pauli (auch: Gregorius Pauli, polnisch: Grzegorz Paweł, latinisiert: Gregorius Paulus Brzezinensis; * 1525 in Brzeziny; † 1591 in Pińczów) war ein unitarischer Schriftsteller und Theologe im 16. Jahrhundert.

## Leben und Werk
Von 1540 bis 1547 studierte er an der Jagiellonen-Universität in Krakau. Anschließend übersiedelte er ins preußische Königsberg und studierte an der dortigen Universität Philologie und Theologie. Nach seiner Rückkehr wurde er Rektor der Schule an der katholischen Stiftskirche in Posen, musste diese Stelle jedoch zu Beginn des Jahres 1550 aufgrund seiner reformatorischen Anschauungen aufgeben. 1552 bekannte er sich schließlich auch öffentlich zur Reformation und wurde 1554 Pfarrer der reformierten Gemeinde in Pełsznica. Drei Jahre später wechselte er als Pfarrer nach Krakau. Zur gleichen Zeit entwickelte sich innerhalb der reformierten Kirche Polens und Litauens ein Konflikt über die Trinität, der letztendlich zur Entstehung der täuferisch-antitrinitarischen Kirche der Polnischen Brüder (Ecclesia reformata minor) führte. Beeinflusst durch Petrus Gonesius und Giorgio Biandrata brach Pauli 1562 mit dem Calvinismus und wurde zu einem der führenden Vertreter des polnisch-litauischen Unitarismus. Im Jahr 1569 übersiedelte Pauli in das vom polnischen Magnaten Jan Sieniński neu gegründete Raków, das bald zum Zentrum der polnischen Unitarier wurde. Pauli selbst war intensiv in die Entwicklung der Stadt involviert und förderte christlich-kommunitäre Ansätze. In dem in den Jahren 1572 bis 1575 schwelenden inner-unitarischen Konflikt über die Legitimität von Gewalt vertrat Pauli zusammen mit Petrus Gonesius und Marcin Czechowic die radikal-pazifistische Seite, während Szymon Budny und Jacob Palaeologus eine eher staatsbejahende Stellung einnahmen. Pauli starb 1602 noch vor der Gründung der Rakówer Akademie im gleichen Jahr.
Pauli vertrat innerhalb des polnischen Unitarismus zusammen mit Czechowicz pazifistische und täuferische Ideen. Beide betonten auch die Superiorität des Christentums und den daraus abgeleiteten Anspruch zur Mission. Zusammen mit Georg Schomann verneinte Pauli die Präexistenz Christi und sprach sich gegen ditheistische Anschauungen aus, die in Jesus Christus noch eine göttliche Natur sahen. Pauli schloss sich jedoch nicht den Nonadoranten um Szymon Budny und Franz Davidis an, die jede Anbetung Jesu ablehnten und besonders in Litauen und Siebenbürgen stark vertreten waren.

## Werke (Auswahl)
- Gregor Pauli: Adversus Jacobi Palaeologi de bello sententiam Responsio. Raków 1572.